# NGC 3102
NGC 3102 ist eine linsenförmige Galaxie vom Hubble-Typ E-S0 im Sternbild Großer Bär am Nordsternhimmel. Sie ist rund 139 Millionen Lichtjahre von der Milchstraße entfernt.
Das Objekt wurde am 9. April 1793 von Wilhelm Herschel entdeckt.